# Campionati europei di sollevamento pesi 2025 - 87 kg femminile
Le gare di sollevamento pesi della categoria fino a 87 kg femminile — pesi massimi — dei campionati europei del 2025 si sono svolte il 20 aprile 2025 a Chișinău presso la Chișinău Arena.

## Programma
L'orario indicato corrisponde a quello moldavo (UTC+03:00)
| Data           | Orario | Evento   |
| -------------- | ------ | -------- |
| 20 aprile 2025 | 11:00  | Gruppo B |
| 20 aprile 2025 | 20:00  | Gruppo A |

## Medagliate
Per ciascun esercizio, le prime tre classificate sono le seguenti:
| Esercizio | Oro            | Oro    | Argento         | Argento | Bronzo                | Bronzo |
| --------- | -------------- | ------ | --------------- | ------- | --------------------- | ------ |
| Strappo   | Solfrid Koanda | 122 kg | Tat'ev Hakobyan | 110 kg  | Anne Sofie Jensen     | 109 kg |
| Slancio   | Solfrid Koanda | 145 kg | Liana Gyurjyan  | 140 kg  | Madias Ngake          | 130 kg |
| Totale    | Solfrid Koanda | 267 kg | Liana Gyurjyan  | 246 kg  | Anastasija Manievs'ka | 235 kg |

## Record
Prima di questa competizione, i record mondiali ed europei esistenti erano i seguenti:
| Record mondiale | Strappo | Mondiale standard | 132 kg | — | 1º novembre 2018 |
| Record mondiale | Slancio | Mondiale standard | 164 kg | — | 1º novembre 2018 |
| Record mondiale | Totale  | Mondiale standard | 294 kg | — | 1º novembre 2018 |
| Record europeo  | Strappo | Europeo standard  | 132 kg | — | 1º novembre 2018 |
| Record europeo  | Slancio | Europeo standard  | 163 kg | — | 1º novembre 2018 |
| Record europeo  | Totale  | Europeo standard  | 294 kg | — | 1º novembre 2018 |

## Risultati
| Pos. | Atleta                      | Gr. | Peso atleta | Strappo (kg) | Strappo (kg) | Strappo (kg) | Strappo (kg) | Slancio (kg) | Slancio (kg) | Slancio (kg) | Slancio (kg) | Totale |
| Pos. | Atleta                      | Gr. | Peso atleta | 1            | 2            | 3            | Pos.         | 1            | 2            | 3            | Pos.         | Totale |
| ---- | --------------------------- | --- | ----------- | ------------ | ------------ | ------------ | ------------ | ------------ | ------------ | ------------ | ------------ | ------ |
|      | Solfrid Koanda (NOR)        | A   | 86.95       | 117          | 117          | 122          |              | 145          | —            | —            |              | 267    |
|      | Liana Gyurjyan (ARM)        | A   | 86.55       | 100          | 104          | 106          | 4            | 130          | 135          | 140          |              | 246    |
|      | Anastasija Manievs'ka (UKR) | A   | 86.40       | 102          | 105          | 107          | 5            | 125          | 130          | 130          | 4            | 235    |
| 4    | Tat'ev Hakobyan (ARM)       | A   | 86.95       | 102          | 106          | 110          |              | 122          | 122          | 130          | 9            | 232    |
| 5    | Anne Sofie Jensen (DEN)     | B   | 86.90       | 100          | 105          | 109          |              | 115          | 120          | 122          | 8            | 231    |
| 6    | Tuana Suren (TUR)           | A   | 86.25       | 100          | 104          | 105          | 9            | 125          | 131          | 131          | 5            | 225    |
| 7    | Darja Kheidzer (AIN)        | A   | 86.00       | 100          | 105          | 105          | 8            | 115          | 120          | 124          | 6            | 224    |
| 8    | Nikola Seničová (SVK)       | A   | 86.90       | 98           | 98           | 101          | 7            | 117          | 117          | 121          | 10           | 218    |
| 9    | Veronika Mityko (HUN)       | B   | 83.20       | 100          | 104          | 106          | 6            | 112          | 112          | 112          | 11           | 216    |
| 10   | Viktoria Boros (HUN)        | B   | 84.35       | 83           | 87           | 87           | 11           | 103          | 107          | 110          | 12           | 197    |
| 11   | Pavlina Seda (CZE)          | B   | 87.00       | 84           | 89           | 91           | 10           | 98           | 104          | 109          | 13           | 195    |
| —    | Madias Ngake (GBR)          | A   | 86.90       | 112          | 112          | 112          | —            | 130          | 134          | 136          |              | —      |
| —    | Sarah Fischer (AUT)         | A   | 86.80       | 95           | 95           | 95           | —            | 118          | 123          | —            | 7            | —      |